# 必得時機
必得時機（英語：Pilsudski），是愛爾蘭出生的英國賽駒。生涯稱霸中距離賽事尤其哩半賽程，曾勝出巴登大賽、育馬者盃草地大賽及日本盃，亦於2000米賽程有所表現，如曾勝出日蝕大賽、愛爾蘭冠軍錦標及英國冠軍錦標。

## 出賽前
1992年4月23日出身於愛爾蘭米斯郡Ballymacool Stud，成長途中被溫斯托克男爵阿諾德·溫斯托克購入。
其後交由英國練馬師司徒德爵士訓練。

## 競賽生涯

### 2歲
1994年9月27日出戰新市場馬場未勝利戰，於其中僅獲第六。
其後繼續出戰未勝利戰，但再度失利之下僅跑獲第八。

### 3歲
1995年年初休養後於5月21日出戰未勝利戰，雖然於直路表現不俗，但仍然未能戰勝Elle Ardensky以2馬位差距落敗。
其後出戰英皇喬治五世讓賽，然而於其中完全無法發揮實力，最終以第十七大敗。
7月12日出戰劍橋公爵讓賽，成功以優勢的速度衝出奪得首勝。
7月26日出戰金盃讓賽，於其中繼續保持優秀的加速力，於直路一舉衝出蠶食前方賽駒，最終以頸位壓贏Rokeby Bowl取得冠軍。
短暫放草後出戰週日特別讓賽，雖然表現不俗但未能戰勝對手，最終以第三完賽。

### 4歲
1996年4月出戰三級賽哥頓李察錦標，於直路上對先頭的爭奪中不敵廄侶談唱劇，被拉開3馬位落敗得第二。
5月28日出戰格烈准將錦標，成功突破馬群之下以1/2馬位贏過Lucky Di取得首個分級賽冠軍。
其後雖然於二級賽威爾斯親王錦標以第八大敗，但8月前往愛爾蘭出戰皇家馬鞭錦標再度獲得冠軍。
9月1日前往德國出戰巴登大賽，保持穩定節奏下成功於直路以絕佳的反應不斷衝刺，最終超越對手下以3/4馬位取得首個一級賽冠軍。
10月繼續前往法國出戰凱旋門大賽，雖然於直路上不斷狂奔衝刺，但仍然被前方的喜利是路拉開，最終以5馬位巨大差距落敗。
其後陣營安排其遠征遠征北美，和談唱劇一同出戰育馬者盃草地大賽，比賽途中保持於中團位置等待時機。進入直路後，其進一步加速進行衝刺，於直路中段成功壓制一同衝出的談唱劇，最終拋離對手1 1/4馬位再度奪得一級賽冠軍。

### 5歲
1997年年初於法國出戰根利錦標取得第三後，返回英國出戰夏域錦標亦僅獲第二未能掄元。
7月5日出戰日蝕大賽，於其中展現絕佳的加速力一舉蠶食前方賽駒，最終保持優勢下以拉開葉森打吡冠軍班尼迪奪冠。
7月26日出戰英皇佐治六及皇后伊利沙伯鑽石錦標，雖然表現不俗且成功衝出，但無法壓制鄉村情郎下再度以亞軍收場。
其後前往愛爾蘭出戰愛爾蘭冠軍錦標，比賽初段停留於中團靠後位置保持體力，於直路由外檔大步殺上不斷爬升，最終成功戰勝愛爾蘭二千堅尼及愛爾蘭打吡雙冠大漠之王取得第四項一級賽冠軍。
10月5日再度於法國挑戰凱旋門大賽，但被名畫家於直路不斷加速拋離之下再度以第二完賽。
返回英國後以英國國際錦標作爲目標，縱然本次比賽僅有七匹馬參與，其仍然於初段選擇於較後的位置推進。通過最後彎道時候，騎師靳能指揮其逐步抽出外檔，並於最後400米時完全望空。進入直路後，其憑借絕對有利的局面成功進入全速狀態，於最後200米超越內欄的Loup Sauvage下繼續保持衝刺，最終以2馬位優勢奪得冠軍。
其後陣營安排其遠征日本出戰日本盃，並於賽前落後秋季天皇賞亞軍吹波糖及秋季天皇賞冠軍氣槽取得第三人氣。比賽開始後，其保持於中團靠後位置推進，和選擇先行的吹波糖及氣槽形成對比。進入對面直路時，其迅速進入狀態開始發力爬升，於最後彎道時經已處於第六左右的位置。進入直路後，騎師靳能選擇控制其於內欄位置加速，於最後200米取得領先後繼續保持速度，最終成功抵擋氣槽的攻勢下以頸位優勢取勝，亦令練馬師司徒德爵士繼上年度派出談唱劇奪冠後再度獲得優勝，成爲首位連霸日本盃的練馬師。
回國後，陣營決定安排其退役。

### 詳細賽績
| 日期       | 舉辦國家 | 馬場     | 距離   | 級別 | 賽事名稱                           | 負重 | 騎師   | 馬號 | 出馬 | 名次 | 時間     | 頭馬（二馬）     |
| ---------- | -------- | -------- | ------ | ---- | ---------------------------------- | ---- | ------ | ---- | ---- | ---- | -------- | ---------------- |
| 27/9/1994  | 英國     | 新市場   | 草1600 |      | 未勝利                             | 56   | 史永邦 | 9    | 19   | 6    | 紀錄缺失 | Court of Honour  |
| 11/10/1994 | 英國     | 李斯特   | 草1600 |      | 未勝利                             | 57   | 郭嘉年 | 19   | 19   | 8    | 紀錄缺失 | Mistinguett      |
| 21/5/1995  | 英國     | 里邦     | 草1800 |      | 未勝利                             | 57   | 麥求恩 | 5    | 10   | 2    | 紀錄缺失 | Elle Ardensky    |
| 22/6/1995  | 英國     | 雅士谷   | 草2400 |      | 英皇佐治五世讓賽                   | 52.5 | 戴禮   | 20   | 20   | 17   | 紀錄缺失 | Diaghilef        |
| 12/7/1995  | 英國     | 新市場   | 草2000 |      | 劍橋公爵讓賽                       | 52   | 戴禮   | 3    | 12   | 1    | 2:03.90  | （Krystallos）   |
| 26/7/1995  | 英國     | 古活     | 草2400 |      | 金盃讓賽                           | 56   | 史永邦 | 14   | 15   | 1    | 2:34.32  | （Rokeby Bowl）  |
| 24/9/1995  | 英國     | 雅士谷   | 草2400 |      | 週日特別讓賽                       | 52   | 戴禮   | 7    | 18   | 3    | 紀錄缺失 | Taufan's Melody  |
| 27/4/1996  | 英國     | 沙丘園   | 草2000 | GIII | 哥頓李察錦標                       | 55.5 | 戴禮   | 4    | 11   | 2    | 紀錄缺失 | 談唱劇           |
| 28/5/1996  | 英國     | 沙丘園   | 草2000 | GIII | 格烈准將錦標                       | 55.5 | 魏德禮 | 7    | 11   | 1    | 2:06.76  | （Lucky Di）     |
| 18/6/1996  | 英國     | 雅士谷   | 草2000 | GII  | 威爾斯親王錦標                     | 58.5 | 魏德禮 | 9    | 12   | 8    | 紀錄缺失 | 第一島嶼         |
| 17/8/1996  | 愛爾蘭   | 卻拉     | 草2000 | GIII | 皇家馬鞭錦標                       | 59   | 史永邦 | 4    | 5    | 1    | 2:03.0   | I'm Supposin     |
| 1/9/1996   | 德國     | 巴登巴登 | 草2400 | GI   | 巴登大賽                           | 60   | 史永邦 | 5    | 7    | 1    | 2:26.74  | （Germany）      |
| 6/10/1996  | 法國     | 隆尚     | 草2400 | GI   | 凱旋門大賽                         | 60.5 | 史永邦 | 10   | 16   | 2    | 紀錄缺失 | 喜利是路         |
| 26/10/1996 | 加拿大   | 活拜     | 草2400 | GI   | 育馬者盃草地大賽                   | 57   | 史永邦 | 9    | 15   | 1    | 2:30.20  | （談唱劇）       |
| 27/4/1997  | 法國     | 隆尚     | 草2100 | GI   | 根利錦標                           | 58   | 靳能   | 7    | 8    | 3    | 紀錄缺失 | 喜利是路         |
| 20/6/1997  | 英國     | 雅士谷   | 草2400 | GII  | 夏域錦標                           | 58   | 靳能   | 3    | 10   | 2    | 紀錄缺失 | Predappio        |
| 5/7/1997   | 英國     | 沙丘園   | 草2000 | GI   | 日蝕大賽                           | 61   | 靳能   | 1    | 5    | 1    | 2:12.51  | （班尼迪）       |
| 26/7/1997  | 英國     | 雅士谷   | 草2400 | GI   | 英皇佐治六世及皇后伊利沙伯鑽石錦標 | 61   | 靳能   | 8    | 8    | 2    | 紀錄缺失 | 鄉村情郎         |
| 13/9/1997  | 愛爾蘭   | 李奧柏   | 草2000 | GI   | 愛爾蘭冠軍錦標                     | 60   | 靳能   | 1    | 7    | 1    | 2:04.7   | （大漠之王）     |
| 5/10/1997  | 法國     | 隆尚     | 草2400 | GI   | 凱旋門大賽                         | 60.5 | 靳能   | 15   | 18   | 2    | 紀錄缺失 | 名畫家           |
| 18/10/1997 | 英國     | 新市場   | 草2000 | GI   | 英國冠軍錦標                       | 58   | 靳能   | 1    | 7    | 1    | 2:05.46  | （Loup Sauvage） |
| 23/11/1997 | 日本     | 東京     | 草2400 | GI   | 日本盃                             | 57   | 靳能   | 3    | 14   | 1    | 2:25.8   | （氣槽）         |

## 退役後
退役後，必得時機被送贈予日本成爲配種馬，於北海道靜內町（今新日高町）日本輕種馬協會靜內種馬場休養，在1998年進行配種，首批子嗣於1999出生，可於2001年出賽。
2003年因子嗣於日本國內戰績不佳，被送回愛爾蘭並於基爾代爾郡基爾代爾近郊的愛爾蘭國家Stud休養，作爲跳欄賽的配種馬之用。

## 血統簡介
父系Polish Precedent爲美國生產的法國賽駒，生涯僅得兩敗，曾勝出一級賽傑克莫華大賽及隆尚磨坊大賽。祖父單色爲美國賽駒，生涯三場全勝後因傷退役，退役後成爲著名種馬，現以確立爲一支獨立的系統。
母系Cocotte英國賽駒，雖然生涯中僅得一勝，但曾於三級賽普賽克錦標跑獲亞軍及於當時仍然爲二級賽的蘭秀錦標跑獲第四。外祖父金衡制爲英國賽駒，生涯戰績優秀，曾勝出一級賽金邊臣金盃、英皇佐治六世及皇后伊利沙伯鑽石錦標、葉森打吡及愛爾蘭打吡。

### 血統表
| 父線：丹山系（單色系）               |                             |              |                 |
| 種馬 Polosh Precedent 1986年（棗色） | 單色 1977年（棗色）         | 北地舞人     | 新北區          |
| 種馬 Polosh Precedent 1986年（棗色） | 單色 1977年（棗色）         | 北地舞人     | Naltalma        |
| 種馬 Polosh Precedent 1986年（棗色） | 單色 1977年（棗色）         | Pas de Nom   | Admirals Voyage |
| 種馬 Polosh Precedent 1986年（棗色） | 單色 1977年（棗色）         | Pas de Nom   | Petitioner      |
| 種馬 Polosh Precedent 1986年（棗色） | Past Example 1976年（栗色） | Buckpasser   | Tom Fool        |
| 種馬 Polosh Precedent 1986年（棗色） | Past Example 1976年（栗色） | Buckpasser   | Busanda         |
| 種馬 Polosh Precedent 1986年（棗色） | Past Example 1976年（栗色） | Bold Example | Bold Lad        |
| 種馬 Polosh Precedent 1986年（棗色） | Past Example 1976年（栗色） | Bold Example | Lady be Good    |
| 繁殖雌馬 Cocotte 1983年（棗色）      | 金衡制 1976年（棗色）       | Petingo      | Petition        |
| 繁殖雌馬 Cocotte 1983年（棗色）      | 金衡制 1976年（棗色）       | Petingo      | Alcazar         |
| 繁殖雌馬 Cocotte 1983年（棗色）      | 金衡制 1976年（棗色）       | La Milo      | Hornbeam        |
| 繁殖雌馬 Cocotte 1983年（棗色）      | 金衡制 1976年（棗色）       | La Milo      | Pin Prick       |
| 繁殖雌馬 Cocotte 1983年（棗色）      | Gay Milly 1977年（棗色）    | 水車礁石     | Never Bend      |
| 繁殖雌馬 Cocotte 1983年（棗色）      | Gay Milly 1977年（棗色）    | 水車礁石     | Milan Mill      |
| 繁殖雌馬 Cocotte 1983年（棗色）      | Gay Milly 1977年（棗色）    | Gaily        | Sir Gaylord     |
| 繁殖雌馬 Cocotte 1983年（棗色）      | Gay Milly 1977年（棗色）    | Gaily        | Spearfish       |
| 雌系：號族：11                       |                             |              |                 |
| 五代內近親交配：Petition 5×4         |                             |              |                 |

## 命名由來
名字Pilsudski，出自波兰第二共和国國家元首约瑟夫·毕苏斯基之姓氏，聯想自父系Polish Precedent之名字，香港則取音譯，翻譯为「必得時機」。

## 外部連結
- 必得時機 racingpost.com （页面存档备份，存于）
- 必得時機 netkeiba.com （页面存档备份，存于）
- 血統表 （页面存档备份，存于）